# Евангелие Рабулы
Евангелие Рабулы (Кодекс Рабулы, Евангелие Раввулы) — иллюминированный сирийский манускрипт VI века, написанный на сирийском языке. Является одной из лучших сохранившихся восточных византийских рукописей и одним из древнейших сохранившихся кодексов четвероевангелий, а также содержит образцы самых ранних из сохранившихся иконографий Вознесения, Сошествия Св. Духа, Распятия с сотником Лонгином (с указанием его имени), Входа Господня в Иерусалим.

## История
Согласно имеющимся в манускрипте пояснениям, он был создан в 586 году в монастыре св. Иоанна в Загбе (сир. ܒܝܬ ܙܓܒܐ, Bēṯ Zaḡbā). Хотя имеется подпись писца — Раввулы (сир. ܪܒܘܠܐ, Rabbulā), больше ничего о создателе рукописи не известно.
Традиционно считалось, что этот монастырь находился на севере Месопотамии, теперь же учёные исходят из того, что он располагался где-то между Антиохией и Апамеей.
Рабула оставил подробный комментарий к манускрипту в конце книги, где содержится и поимённое перечисление монахов, принимавших участие в создании кодекса, а также специальное заклятие, призванное оберегать книгу от посягательств недобросовестных читателей:
Эта книга есть собственность святого сообщества Св. Иоанна в Загбе. Если кто-либо унесёт её куда-либо, дабы читать её, или переписать её, или заново переплести её, или спрятать её, или вырезать из неё лист исписанный или не исписанный, даже если он произведёт эти действия без нанесения ущерба книге, а тем более с нанесением ущерба, да будет он приравнен к разорителю кладбищ. С молитвой ко всем святым. Вовеки, аминь.
Неизвестно, что происходило с рукописью после её создания до XI века, когда она попала в Маипук. В конце XIII — начале XIV вв. она оказалась в Канубине, а в конце XV — начале XVI вв. манускрипт был отослан маронитским патриархом во флорентийскую библиотеку, где он и находится по сей день.

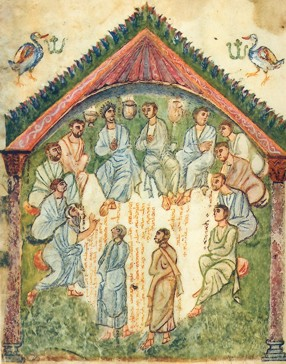
Собрание 11 апостолов с целью избрания 12-го вместо повесившегося Иуды

## Описание

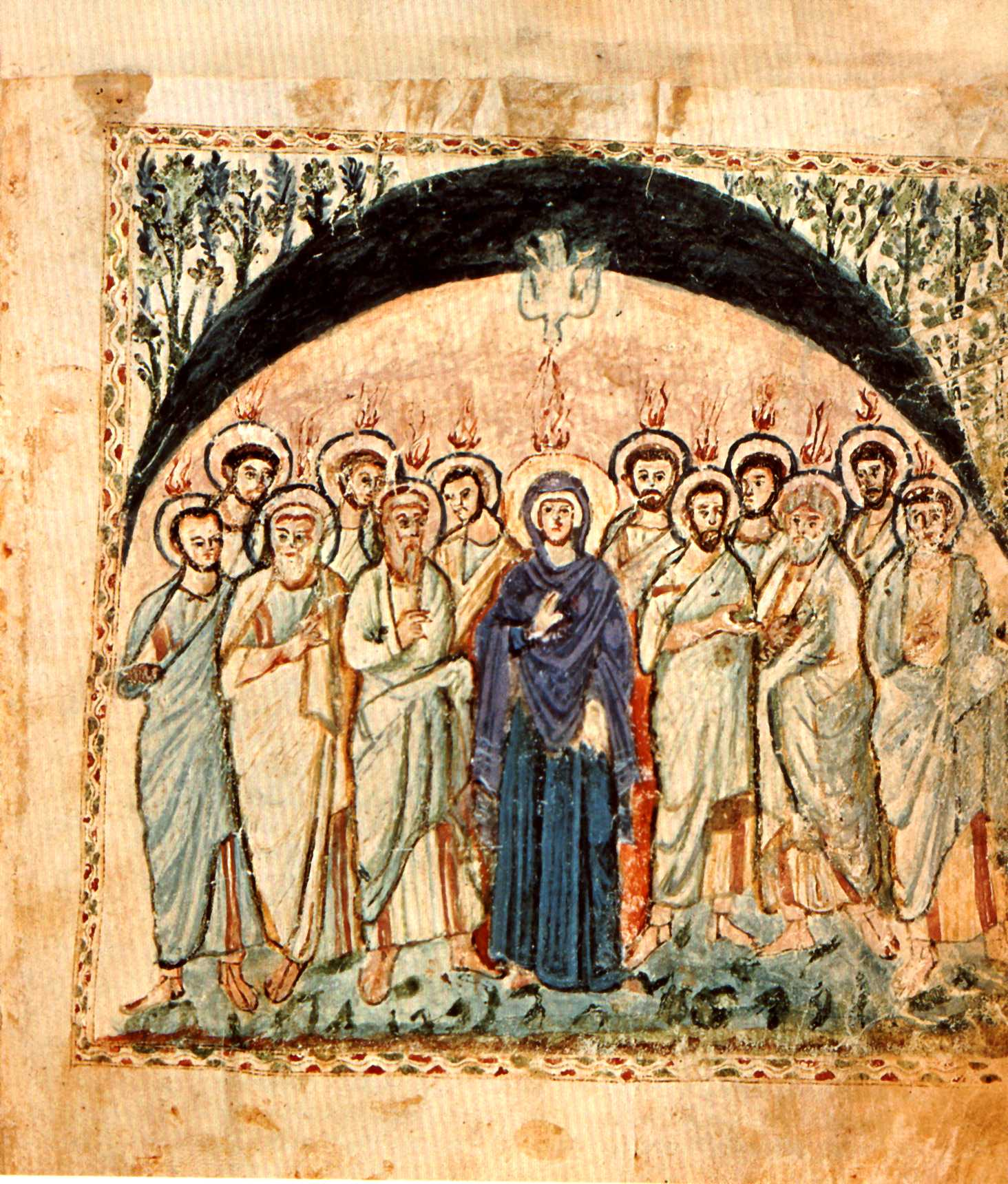
Сошествие Св. Духа: Богоматерь изображена здесь с длинным овалом лица и светлым нимбом; типы апостолов принадлежат ещё древнехристианскому искусству, представленному, например, мозаиками мавзолея Констанции в Риме

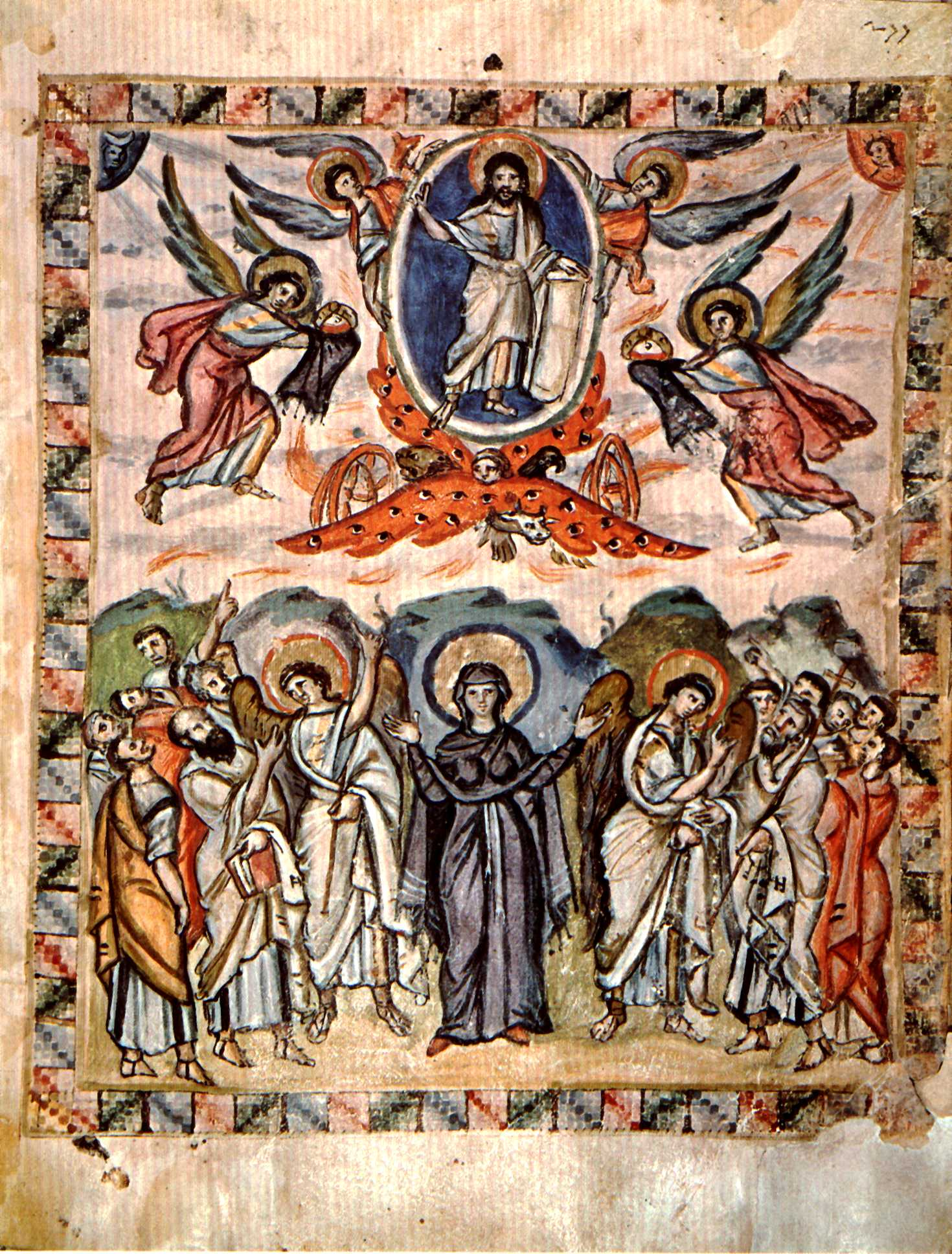
Вознесение Христово: другой тип Богоматери, чисто сирийский: юная, статная, круглолицая; облачена во все пурпурное. У апостолов нет нимбов, а её нимб золотой. Преувеличенно сильны и резки движения как апостолов, так и архангелов, стремительно подающих Спасителю венцы свои; весь пейзаж, с розовым закатом и лиловыми облаками, резко отличается от светлой иллюминовки других сцен

В нынешнем состоянии листы Евангелия имеют размер 34х27 см, хотя их первоначальный размер установить невозможно, поскольку рукопись обрезали при обновлении переплёта. Текст написан чёрными и тёмно-коричневыми чернилами, в две колонки, с неравным количеством строк на странице (см. эстрангело). Примечания начертаны красными чернилами в нижней части многих колонок.
Текст представляет собой пешитту — стандарт перевода Библии на сирийский язык.

## Миниатюры
Миниатюры Евангелия характеризуются яркими цветами, движением, экспрессией и драматизмом.
Рукопись содержит миниатюры, причём текст обрамлён изысканными цветочными и архитектурными мотивами. Каноны Евсевия начертаны в аркадах, орнаментированных цветами и птицами. Художник очевидно черпал вдохновение из эллинистического искусства (об этом говорят драпировки человеческих фигур), но при этом не был чужд орнаментальным традициям Персии.
Наиболее известными миниатюрами рукописи стали изображения Распятия, Вознесения и Сошествия Св. Духа, представляющие собой практически реалистическую живопись в декоративных рамках, созданных зигзагами, кривыми, радугами и т. п. Сцена Распятия примечательна обилием деталей, которое было достаточно редким в столь ранний период христианского искусства.
Французский учёный-ориенталист Эдгар Блоше (фр. Edgard Blochet) (1870—1937) предположил, что некоторые из листов рукописи, включая иллюстративные, были включены в кодекс не раньше X-XI вв. Но поскольку надписи, сопровождающие изображения, с точки зрения палеографии имеют тот же самый облик, что и основной текст, эта теория Блоше была опровергнута Джузеппе Форлани (итал. Giuseppe Forlani) и Карло Чеккелли (итал. Carlo Cecchelli) в факсимильном издании рукописи, опубликованном в 1959 г.
Характеризуя стиль рукописи, Никодим Кондаков пишет: «он совмещает в себе двоякую художественную форму: чисто византийского искусства и сиро-египетского. Но, поверх этих двух основных художественных форм, мы находим здесь и следы древнехристианского, точнее — римского стиля, наиболее известного нам в древнейших римских мозаиках, но распространявшегося, как подражательный римский стиль, начиная с IV столетия, по всему Востоку». 